# ポンセ前田
ポンセ前田（ぽんせまえだ、生年不詳 ）は日本の漫画家。主に『週刊少年ジャンプ』およびその関連誌を中心に作品を発表している。

## 概要・経歴
2003年、「みなしごひろしのプロレシアンドリーム」で第59期赤塚賞佳作を受賞（受賞時のペンネームは水溜三太夫）。その後、現在のポンセ前田名義になり『週刊少年ジャンプ』2004年32,33号に掲載された「機動球児山田〜めぐりあい稲木〜」でデビュー。前編、後編と2週連続での掲載というあまり例の無いデビューを飾る。以後、読み切り作品を同誌や増刊誌を中心に数多く発表する。2007年、「世界の中心で太陽にほえる」を『ジャンプスクエア』創刊号～2008年8月号までを連載した後、2008年8月～10月までweb連載し、以後現在に至る。
淡白な絵柄に不条理な設定（プロ野球のドラフト会議にプロレス団体が参加してくる、等）のストーリーを組み合わせるのが特徴で、ツッコミ顔の際はいつも目が黒目になる。基本的に下ネタは使わない。

## 作品リスト

### 読み切り
- 機動球児山田 〜めぐりあい稲木〜 前編（週刊少年ジャンプ・2004年32号）
- 機動球児山田 〜めぐりあい稲木〜 後編（週刊少年ジャンプ・2004年33号）
- おれたちのバカ殿（GAG Special 2005）
- おれたちのバカ殿（週刊少年ジャンプ・2005年7号 「ギャグフェスタ」として大石浩二「モグリ陰陽師SAYMAY!」と同時に掲載）
- 闘魂パンダーランド 〜あんたパンダの何なのさ〜（ジャンプヒーローズ）
- 闘魂パンダーランド 〜あんたパンダの何なのさ〜（赤マルジャンプ・2005年SUMMER）
- 闘魂パンダーランド 〜学業立志編〜（週刊少年ジャンプ・2005年46号）
- 新・沖田はつらいよ 〜空次郎サラダ記念日〜（週刊少年ジャンプ・2006年12号）
- 機動球児リベラ 〜ベンチがアホやから〜（週刊少年ジャンプ・2007年13号）

### 連載
- 世界の中心で太陽にほえる（ジャンプスクエア・創刊号- 2008年8月号（2008年8月 - 10月までweb連載、2008年12月号誌上で特別編を掲載））

## エピソード
- 『ジャンプ』本誌でのデビューからジャンプスクエアで連載を開始するまでの間にその作品掲載回数は9回、194ページにも及ぶ。
- 『ジャンプスクエア』創刊の際、鳥山明が執筆予定だったという内容の日刊サイゾーのニュース記事で「個人的には鳥山明氏の幻の新作よりも、ポンセ山田氏の新作「世界の中心で太陽に吠える」に期待したい。（編集部）」と間違った名前で紹介された。